# Virginia Gilmore
Virginia Gilmore (* 26. Juli 1919 in El Monte, Kalifornien als Sherman Virginia Poole; † 28. März 1986 in Santa Barbara, Kalifornien) war eine US-amerikanische Schauspielerin.

## Leben und Karriere
Sherman Virginia Poole wuchs als Tochter eines früheren britischen Militäroffiziers im kalifornischen Ort El Monte auf. Sie spielte früh in lokalen Theaterprodukten, im Alter von 15 Jahren gab sie in San Francisco ihr professionelles Theaterdebüt. Sie nahm Schauspielunterricht in Kalifornien und sogar in Wien. Ihr Filmdebüt hatte sie 1939 mit knapp zwanzig Jahren in einer Nebenrolle in dem Spielfilm Winter Carnival von Produzent Walter Wanger. Zu dieser Zeit trug sie bereits den Künstlernamen Virginia Gilmore. Wenig später erhielt die blonde Darstellerin einen Studiovertrag bei 20th Century Fox, wo sie in den folgenden Jahren zahlreiche größere Filmrollen zugeteilt bekam.
Einen ihrer bekanntesten Filmauftritte hatte Gilmore in der weiblichen Hauptrolle von Fritz Langs Western Überfall der Ogalalla (1941) an der Seite von Randolph Scott und Robert Young. Im selben Jahr spielte sie außerdem die sich als oberflächlich entpuppende Freundin von Dana Andrews’ Figur in dem Drama In den Sümpfen von Jean Renoir. Ein Jahr darauf war sie in der erfolgreichen Filmbiografie Der große Wurf neben Gary Cooper zu sehen. Mit den ihr angebotenen Filmrollen unzufrieden, wechselte sie 1943 von Hollywood an den Broadway. Dort spielte sie in der Folgezeit in mehreren erfolgreichen Produktionen, etwa 1944 in der Titelrolle von Moss Harts Stück Dear Ruth und 1946 an der Seite eines noch weitgehend unbekannten Marlon Brando in Truckline Cafe (1946). In Hollywood kam sie dagegen nach Ende ihres Vertrages mit Fox kaum noch zu guten Rollen, ihr Auftritt als Freundin eines Matrosen in der Danny-Kaye-Komödie Der Wundermann (1945) fällt beispielsweise nur kurz aus.
1944 heiratete Gilmore den Schauspieler Yul Brynner, der zu diesem Zeitpunkt deutlich unbekannter als sie war. Die Ehe hielt bis 1960 und das Paar bekam einen Sohn, Rock Brynner (1946–2023). Im Jahr 1949 standen Gilmore und Brynner auch für die kurzlebige Fernsehserie We’re On des Senders NBC vor der Kamera. Ihre letzte Filmrolle hatte sie 1952 als weibliche Hauptdarstellerin des Krimidramas Walk East on Beacon!. Im Verlaufe der 1950er- und 1960er-Jahre übernahm Gilmore viele Fernsehrollen, zuletzt stand sie 1970 für den Fernsehfilm The Brotherhood of the Bell vor der Kamera. Gilmore hatte zeitweise ein Alkoholproblem und engagierte sich später als ehrenamtliche Sprecherin der Anonymen Alkoholiker. Ebenfalls unterrichtete sie von 1966 bis 1968 Schauspielklassen an der Yale University. Sie erlag im März 1986 im Alter von 66 Jahren einer Lungenerkrankung.

## Filmografie (Auswahl)
- 1939: Winter Carnival
- 1940: Laddie
- 1940: Manhattan Heartbeat
- 1940: Jennie
- 1941: Tall, Dark and Handsome
- 1941: Überfall der Ogalalla (Western Union)
- 1941: In den Sümpfen (Swamp Water)
- 1941: Mr. District Attorney in the Carter Case
- 1942: Sundown Jim
- 1942: Der große Wurf (The Pride of the Yankees)
- 1942: Berlin Correspondent
- 1942: The Loves of Edgar Allan Poe
- 1942: Orchestra Wives
- 1942: That Other Woman
- 1943: Chetniks
- 1945: Der Wundermann (Wonder Man)
- 1948: Close-Up
- 1948: Kraft Television Theatre (Fernsehserie, 2 Folgen)
- 1950–1951: Starlight Theatre (Fernsehserie, 3 Folgen)
- 1952: Walk East on Beacon!
- 1952: Broadway Television Theatre (Fernsehserie, 2 Folgen)
- 1962/1964: The Nurses (Fernsehserie, 2 Folgen)
- 1963: Preston & Preston (The Defenders, Fernsehserie, Folge 2x18)
- 1970: The Brotherhood of the Bell (Fernsehfilm)